# Коршунов, Владислав Сергеевич
Владислав Сергеевич Коршунов (родился 13 марта 1983;  Хабаровск) — профессиональный российский регбист, выступавший на позиции хукера за команду «ВВА-Подмосковье» и сборную России.

## Карьера игрока

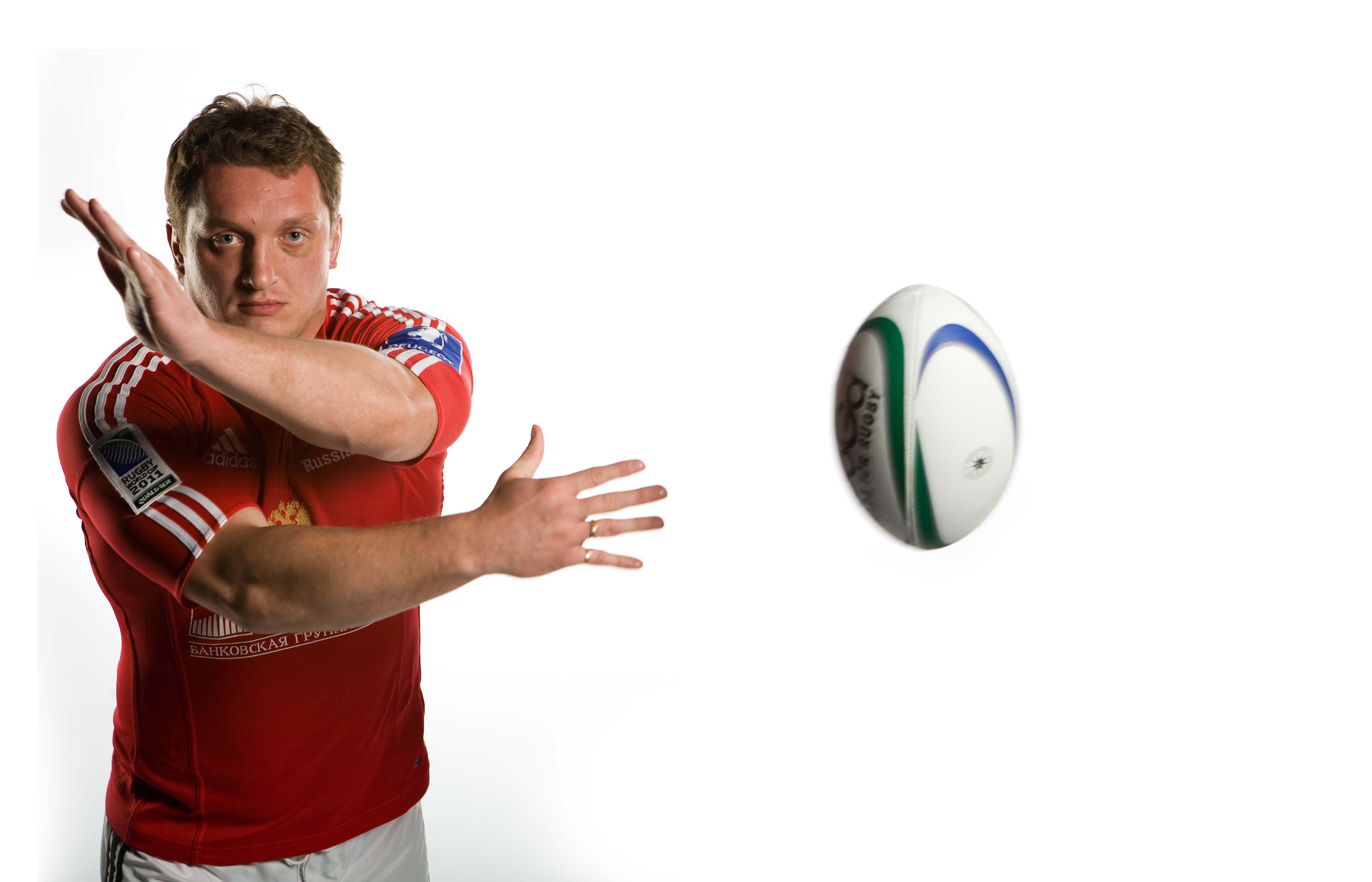
Владислав Коршунов на фотосессии

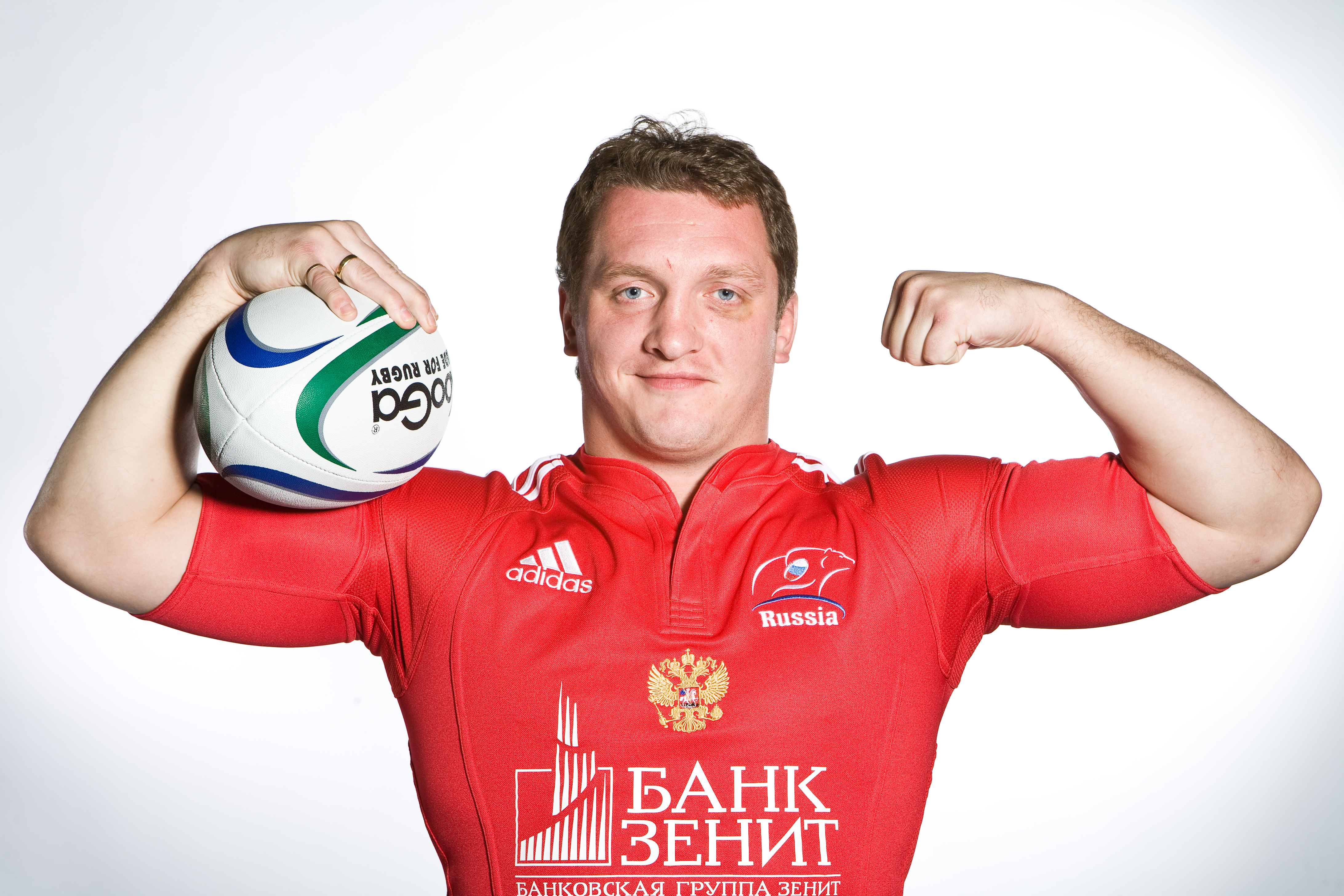
Владислав Коршунов на фотосессии

Владислав Сергеевич Коршунов (родился 13 марта 1983; Хабаровск) — профессиональный российский регбист, Мастер Спорта Международного спорта (МСМК), Амплуа: Хукер, выступал за команнду «ВВА-Подмосковье» и сборную России.
Уроженец Хабаровска, Владислав вырос в г. Лосино-Петровский Московской области, неподалёку от Монино. Регби начал заниматься с 13 лет. До этого возраста занимался хоккеем. Первый тренер по регби Алексеенко Александр Александрович.  Тренировался по дисциплинам регби-15 и  регби-7. Крайне быстро Владислав стал лидером команды, которого впоследствии выбрали капитаном команды ВВА. Под руководством капитана юниорская команда ВВА добилась самых высоких результатов, выиграв все юниорские первенства страны по всем дисциплинам.
Юниорскую сборную по регби, на тот момент, в основном комплектовалась из состава юниорской команды «ВВА-Подмосковье», тренер которой являлся Алексеенко А.А., а капитаном также был выбран Владислав. Сборная добилась немалых успехов на мировой арене, а именно вошла в группу А, где принимали участие 16 сильнейших сборных мира. В 2003 году молодёжная сборная U-21 с тем же тренером и капитаном, единственный раз в истории российского регби, пробилась на финальную часть молодёжного кубка Мира в Шотландию и попала в 12 сильнейших команд планеты, где уверено выступила и сохранила за собой место.
Одновременно с этим Владислав в 20 лет стал капитаном основной команды «ВВА-Подмосковье», которая впервые, в новейшей истории России, в 1993 году, выиграла Чемпионат России по регби и стала сильнейшей командой страны, прервав долгую красноярскую серию побед.
В 2003 году молодёжная сборная по регби-7 выиграла престижный международный турнир в Шри-Ланке под руководством того же тренера и капитана. С 2003 году, Владислав начал играть за сборную России по регби-7. В 2005 году выступал на кубке Мира по регби-7 в Гонконге, где команда заняла 11 место из 24 команд- участниц.
Владислав неоднократно выступал на мировых сериях розыгрыша кубка по регби-7, проходивших в Гонконге, Лондоне, Париже, Глазго и тд.
Впервые, за основную сборную команду России в 2001 году, в возрасте 18 лет Владислав дебютировал в матче со сборной Голландии, который проходил в г. Москве. Играл в матче в третьей линии под № 8 и занес первую попытку в составе сборной.
В 2007 году стал капитаном основной сборной России и на тот момент, одновременно являлся капитаном «ВВА-Подмосковье». В 2010 году сборная команда впервые в истории российского регби отобралась на финальную часть розыгрыша кубка Мира 2011, который проходил в Новой Зеландии. Капитаном той самой сборной, также был Владислав Коршунов, которую он выводил на все матчи турнира.
Последняя крупная победа команды «ВВА-Подмосковье», в составе которой выиграл Кубок России по регби 2010 года (в финале была побеждена команда «Енисей-СТМ» со счётом 36:3, а Владислав оформил попытку).
В 2012 году Владислав дебютировал на международном уровне среди клубных команд, где выступал в основном составе команды «Лондон Уоспс». В предпоследнем матче этого сезона английской премьер-лиги между командами «Лондон Уоспс» и «Нью Касл», решалась судьба вылета из премьер-лиги. В конце игры Владислав заработал для команды 2 штрафных, которые решили исход матча в пользу «Лондон Уоспс».
В составе сборной дебютировал 1 июня 2001 года в матче против Голландии. В качестве капитана выводил сборную на матчи чемпионата мира 2011 в Новой Зеландии, был капитаном всех юниорских сборных, капитаном «ВВА-Подмосковье» с 2003 по 2011 год, капитаном сборной России с 2007 по 2012 год. Единственный игрок в пост советском пространстве, который был капитаном от юниорской сборной до основной сборной команды России по регби. При его лидерстве команда всегда добивалась максимальных результатов: Чемпион России 2003,2004, 2006,2007,2008,2009,2010. Обладатель Кубка России 2002, 2004, 2005, 2007, 2010. Чемпион России по регби-7 2003, 2004, 2007.
Владислав завершил карьеру в 2017 году в возрасте 34 лет в составе команды «ВВА-Подмосковье». Сейчас является вице-президентом Федерации регби Московской области. Входит в совет директоров команды ВВА- Подмосковье.
В июне 2022 года проходил обучение и имеет диплом Российского Международного Олимпийского Университета по специальности МСА (мастер спортивного администрирования), тема дипломной работы- «Эффективное управление спортивным объектом».